# Петрівка (Наталинська сільська громада)
Петрі́вка — село в Україні, у Берестинському районі Харківської області. Населення становить 1317 осіб. Орган місцевого самоврядування — Петрівська сільська рада.

## Географія
Село Петрівка знаходиться на лівому березі річки Берестова, вище за течією на відстані 3 км розташоване село Соснівка, нижче за течією примикають села Балки і Маховик, на протилежному березі — село Іванівське. Селом тече Балка Довга. Біля села протікає пересихаюча річка Лип'янка. До села примикають лісові масиви. Поруч із селом проходить залізниця, станція Поштова.

## Історія
Село засноване в 1723 році.
За даними на 1859 рік, у казеному селі Костянтиноградського повіту Полтавської губернії мешкало 3229 осіб (1596 чоловічої статі та 1633  — жіночої), налічувалось 509 дворових господарств, існувала православна церква.
Станом на 1900 рік село було центром Петрівської волості.
Під час організованого радянською владою Голодомору 1932—1933 років померло щонайменше 525 жителів села.

## Населення
Згідно з переписом УРСР 1989 року чисельність наявного населення села становила 1881 особа, з яких 874 чоловіки та 1007 жінок.
За переписом населення України 2001 року в селі мешкало 1727 осіб.

### Мова
Розподіл населення за рідною мовою за даними перепису 2001 року:
| Мова       | Відсоток |
| ---------- | -------- |
| українська | 96,60 %  |
| російська  | 3,12 %   |
| білоруська | 0,17 %   |
| циганська  | 0,06 %   |

## Символіка

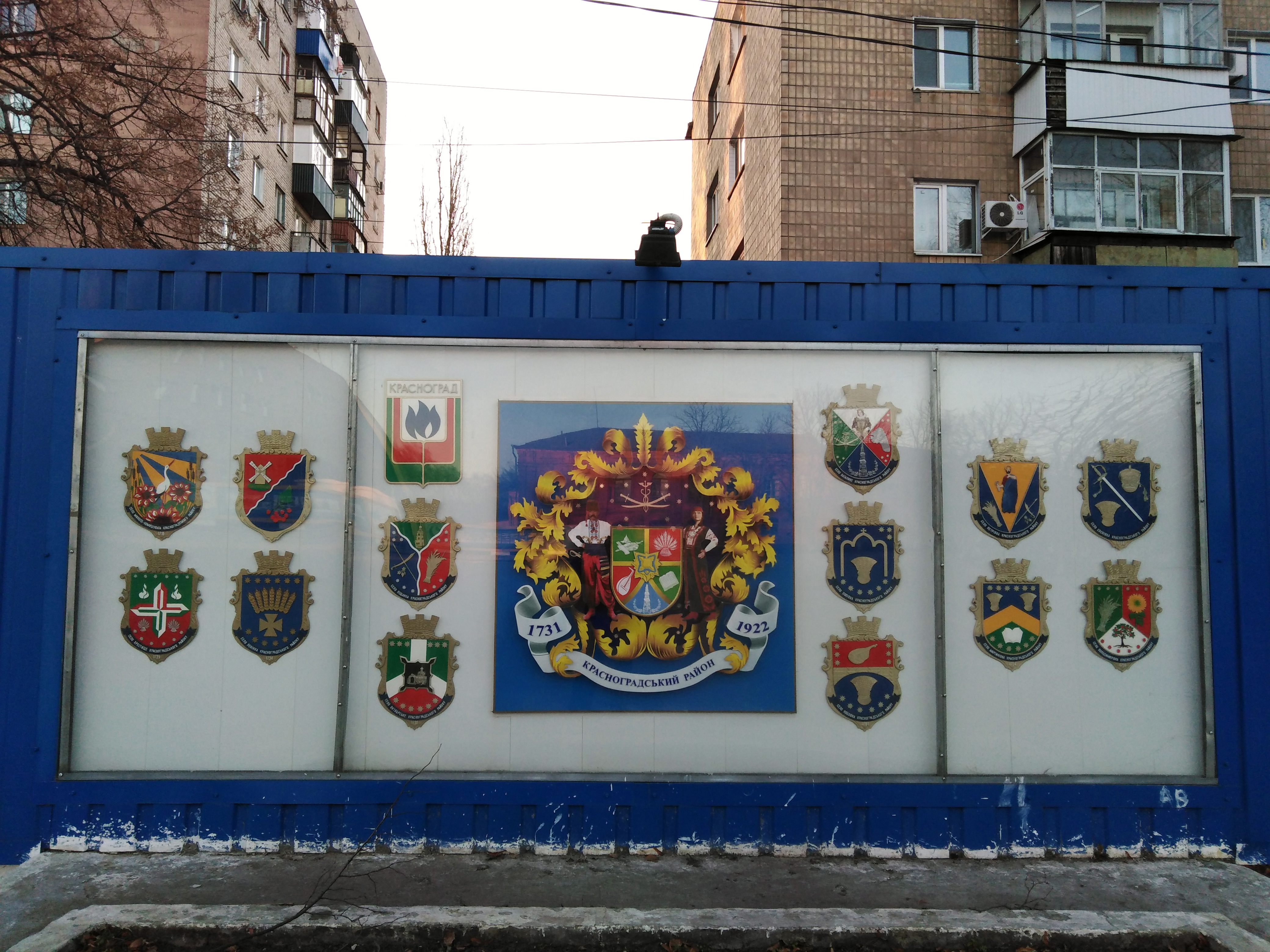
Герби населених пунктів Берестинського району серед них праворуч, герб села Петрівка

Герб села Петрівка має форму іспанського щита, який вписано у золотий декоративний картуш, що увінчаний золотою короною зі злакових колосів. Щит герба розділено срібними стрічками на 3 частини, з використанням 2 кольорів: жовтого та синього, де розташовані зображення:
- у 1-му жовтому полі — зображення Святого апостола Петра. Символізує історичний факт заснування села Петрівка на землях, що належали Запорізькій Січі. У 1674 році козаки Кальницького полку Брацлавщини, після тривалого протистояння з польським урядом, почали пошук більш затишного місця для мешкання. У 1682 році частина козацьких сімей оселилась біля річки Берестової, де, за свідченням істориків, на той час було дуже багато риби. Рибальство стає важливим засобом існування козацьких сімей. Своє поселення вони називають на честь Святого апостола Петра, захисника рибалок, одного з найшанованіших християнських Святих серед козаків.
- у 2-му синьому полі — стилізоване золоте зображення злакових колосів. Є ознакою сільськогосподарської направленості регіону з давніх часів.
- у 3-му синьому полі — перехрестя татарської шаблі та козацької піки з гроном винограду. Є елементом герба Донецького пікінерського полку. З 1764—1796 років село Петрівка входе до складу полку як Іванівська сотня.

Зображення Святого апостола Петра виконано на підставі іконописних зображень. В нижній частині картуша розташовано напис срібними літерами «1682». На картуші розміщено стрічку синього кольору з написом срібними літерами «село Петрівка Красноградського району»

## Відомі люди
В селі народились:
- Колесник Василь Артемович (1914—1996) — генерал-лейтенант авіації, Герой Радянського Союзу.
- Шарапов Іван Сергійович (1945) — поет. Батько загинув на фронті під час війни, мати померла в голодному 1947 році. Виховувався спочатку в колгоспі, потім у Люботинському дитячому будинку. Закінчив ремісниче училище. Працював на харківському заводі «Серп і молот», потім на Броварському заводі пластмас, відповідальним секретарем товариства охорони пам'яток історії та культури, товариства «Знання» у м. Бровари. Керував літературною студією при газеті «Нове життя». Закінчив філологічний факультет КНУ ім. Т. Г. Шевченка. Почав друкуватися у 1961 р. в журналах «Дніпро», «Прапор», «Ранок», альманаху «Вітрила», газетах «Літературна Україна», «Молодь України», «Молода гвардія», «Робітнича газета». Читав свої вірші по республіканському радіо. У 1966 р. видав збірку поезій «Прагну» (видавництво «Прапор»). Має рукописи невиданих книжок.